# Subingen
Subingen é uma comuna da Suíça, situada no distrito de Wasseramt, no cantão de Soleura. Tem 6,25 km² de área e sua população em 2018 foi estimada em 3.201 habitantes.